# Puchar Australii i Nowej Zelandii w narciarstwie alpejskim 2013
Sezon 2013 Pucharu Australii i Oceanii w narciarstwie alpejskim początkowo miał rozpocząć się 29 lipca w australijskim Mount Hotham, ostatecznie zawody rozpoczęły się w australijskim Thredbo. Ostatnie zawody z tego cyklu zostały rozegrane między 13 a 22 września 2013 roku w nowozelandzkim Mount Hutt. Zaplanowano 18 zawodów dla kobiet i mężczyzn.

## Puchar Australii i Oceanii w narciarstwie alpejskim kobiet
Wśród kobiet Puchar Australii i Oceanii w sezonie 2013 zdobyła Słowaczka Barbara Kantorová.
W poszczególnych klasyfikacjach tryumfowały: 
- slalom:  Rikke Gasmann-Brott
- gigant:  Charlie Guest
- supergigant:  Barbara Kantorová
- superkombinacja:  Barbara Kantorová

## Puchar Australii i Oceanii w narciarstwie alpejskim mężczyzn
Wśród mężczyzn Puchar Australii i Oceanii w sezonie 2013 zdobył Polak Maciej Bydliński.
W poszczególnych klasyfikacjach tryumfowali:
- slalom:  David Chodounsky
- gigant:  Daniele Sette
- supergigant:  Wilis Feasey
- superkombinacja:  Maciej Bydliński